# Медаль «За роботу у справі визволення селян із кріпацтва»

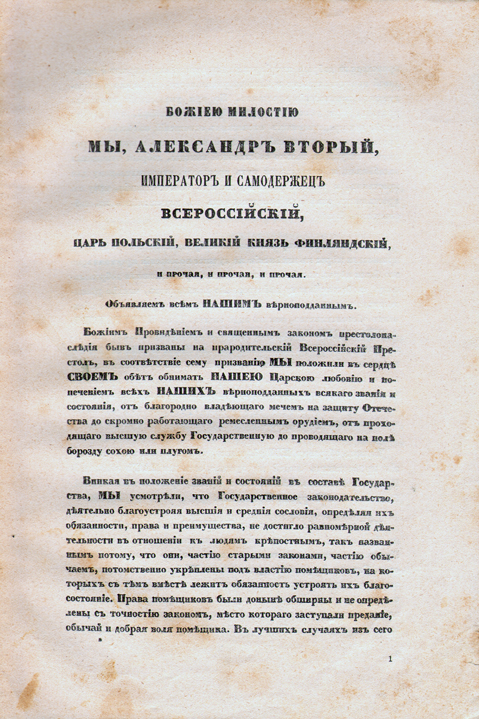
Маніфест від 19 лютого 1861 року

Медаль «За роботу у справі визволення селян із кріпацтва» — державна нагорода Російської імперії. Була заснована в зв'язку з проведенням селянської реформи 1861 року в Російській імперії.

## Основні відомості
Медаль «За роботу у справі визволення селян із кріпацтва» заснована відповідно до указу Олександра II від 17 квітня 1861 року на згадку про роботу у справі визволення селян від кріпацтва. Указ про заснування був повідомлений Урядуючому Сенату. 24 березня 1861 року імператор затвердив вигляд медалі. Медаль мала два варіанти — золотий та срібний.
Ця медаль не була єдиною нагородою, пов'язаною з проведенням селянської реформи 1861 року в Російській імперії.

## Порядок нагородження
Золотими медалями нагороджувались:
- Губернатори та генерал-губернатори, які займали ці посади з 20 листопада 1857 року до закриття в їхніх губерніях дворянських комітетів по облаштуванню селянського побуту[4][5];
- Вищі чиновники, які безпосередньо розробляли селянську реформу[6].

Срібними медалями нагороджувались:
- Завідувачі канцелярій генерал-губернаторів, якщо вони безпосередньо займалися діловодством по селянській реформі, або ті особи, які безпосередньо займалися цими питаннями у канцеляріях генерал-губернаторів;
- Члени, кандидати та діловоди дворянських комітетів по облаштуванню селянського побуту[3][6][7][8].

## Опис медалі
Медаль у формі диску із золота або срібла. Діаметр 28 мм. Гурт гладкий. На лицьовому боці медалі в центрі зображений портрет Олександра II у профіль. Угорі по дузі уздовж бортика напис: «БЛАГОДАРЮ». Унизу по дузі уздовж бортика вказана дата виходу Маніфесту: «19 ФЕВРАЛЯ 1861 г.». Написи з обох кінців розділені двома маленькими шестипроменевими зірочками, які розташовані, відповідно, справа та зліва від портрету. На зворотному боці медалі горизонтальний напис у п'ять рядків:
ЗА
ТРУДЫ
ПО
ОСВОБОЖДЕНІЮ
КРЕСТЬЯНЪ
Під написом розташовувалась лінія з двох рисок, які розділені крапкою.
Всього на Санкт-Петербурзькому монетному дворі було викарбувано приблизно 1500 срібних та 250 золотих медалей, при цьому частина медалей продавалась нагородженим, які побажали мати більш ніж один примірник нагороди (для постійного кріплення на різних мундирах або на випадок втрати).

## Порядок носіння
Медаль мала вушко для кріплення до колодки або стрічки. Носити медаль слід на грудях. Стрічка медалі — Олександрівська. Згодом (з 16 серпня 1898) право на носіння медалі було зроблено спадковим.

## Відомі нагороджені
- Лоріс-Меліков Михайло Таріелович — член комітету з визволення залежних станів у гірських племенах Закавказького краю.
- П'ятин Олександр Титович — український педагог, статський радник.

## Зазначення
1. ↑  Деммени М. Сборникъ указовъ по монетному и медальному делу въ Россіи 1649—1881. — СПб., 1887. — Т. 3. — С. 424—425, 426—427.(рос. дореф.)
2. ↑  Полное собраніе законовъ Россійской Имперіи, собрание II. — СПб., 1861. — Т. 36/1. — С. 631—632. № 36 875(рос. дореф.)
3. 1 2  Петерс Д. И. Наградные медали России царствования Императора Александра II (1855—1881). — М. : Древлехранилище, 2008. — С. 270—271. — ISBN 978-5-93646-131-6.(рос.)
4. ↑  Деммени М. Сборникъ указовъ по монетному и медальному делу въ Россіи 1649—1881. — СПб., 1887. — Т. 3. — С. 424—425.(рос. дореф.)
5. ↑  Полное собраніе законовъ Россійской Имперіи, собрание II. — СПб., 1861. — Т. 36/1. — С. 675. № 36 909(рос. дореф.)
6. 1 2 3 4  Петерс Д. И. Наградные медали Российской империи XIX—XX веков. Каталог. — М. : Археографический центр, 1996. — С. 180. — ISBN 5-86169-043-X., № 140(рос.)
7. ↑  Деммени М. Сборникъ указовъ по монетному и медальному делу въ Россіи 1649—1881. — СПб., 1887. — Т. 3. — С. 426—427.(рос. дореф.)
8. ↑  Полное собраніе законовъ Россійской Имперіи, собрание II. — СПб., 1861. — Т. 36/1. — С. 128—129. № 37 214(рос. дореф.)
9. ↑  Биткин В. В. Сводный каталог медалей России. Наградные медали для ношения. — Київ : Юнона-монета, 2008. — С. 640-641. — ISBN isbn=966-9551-3-11., № 966(рос.)
10. 1 2 3  За труды по освобождению крестьян. Сайт «Награды императорской России 1702—1917 гг.». Архів оригіналу за 5 грудня 2012. Процитовано 19 квітня 2015.(рос.)
11. ↑  Смирнов В. П. Опісаніе руських медалей. №637. — СПб., 1908. — С. 323, 715. Архівовано з джерела 2 березня 2022(рос.)
12. ↑  Иверсен Ю. Медали выбитыя въ царствованіе императора Александра II. — СПб., 1880. — С. 17. Архівовано з джерела 4 березня 2016(рос. дореф.)